# Abralia armata
Abralia armata är en bläckfiskart som först beskrevs av Jean René Constant Quoy och Joseph Paul Gaimard 1832.  Abralia armata ingår i släktet Abralia och familjen Enoploteuthidae. Inga underarter finns listade i Catalogue of Life.